# 471143 Девана
471143 Девана (пол. Dziewanna, попереднє позначення 2010 EK139) — транснептуновий об'єкт (ТНО), який у березні 2010 року відкрила група астрономів із Варшавського університету під керівництвом Анджея Удальського, в рамках проєкту OGLE-IV, з використанням телескопа в обсерваторії Лас-Кампанас (Чилі). На архівних знімках об'єкт знайдено 122 рази, починаючи від 2002 року.
Девана обертається навколо Сонця приблизно за 578 років на середній відстані 69,35 а. о. від нього. Об'єкт зараз наближається до Сонця і досягне перигелію 2038 року. Нахил орбіти до площини екліптики становить 295°. Ексцентриситет орбіти — 0,532. Разом із цим об'єктом польські астрономи знайшли ще чотири великі транснептунові об'єкти — 2010 EL139, 2010 FX86, 2010 KZ39 та (471165) 2010 HE79.
Девана — один із великих об'єктів розсіяного диска. Якщо альбедо прийняти за 0,15, її радіус становитиме 310 км. За нижчого альбедо діаметр об'єкта може бути й більшим від 1000 км, що помістило б його в першу двадцятку найбільших ТНО. Вивчення Девани 2010 року за допомогою космічної обсерваторії Гершель дало змогу астрономам оцінити її діаметр у 470+35/−10 км. За альбедо та абсолютної величини, що приймаються за 0,25 і 3,8, діаметр Девани становитиме 475 км. У березні 2012 року Майкл Браун вивчав об'єкт за допомогою телескопів обсерваторії Кека, намагаючись знайти в нього природні супутники, що дало б змогу уточнити його масу. Спроба була невдалою.
У вересні 2018 року об'єкт названо на честь західнослов'янської богині Девани (Зевани).